# Andrea Chiaramonte
Andrea Chiaramonte (... – Palermo, 1º giugno 1392) fu uno tra i rappresentanti più importanti ed in vista della nobiltà latina in Sicilia del XIV secolo.

## Biografia
Fu investito della Contea di Modica, che comprendeva allora gli attuali comuni di Modica, Ragusa, Scicli, Pozzallo, Ispica, Chiaramonte Gulfi, Comiso, Giarratana, Monterosso Almo. Fu anche signore di Caccamo, Castronovo, del castello di Palma di Montechiaro, del castello di Mussomeli. Inoltre ereditò dal parente Manfredi il titolo di Conte di Malta e Gozo. Stabilì la propria corte presso il Palazzo Steri a Palermo.
Successore del parente Manfredi III, settimo conte di Modica, proseguì la politica di avversione agli Aragonesi di Sicilia. Quando Martino il Giovane, divenuto re di Sicilia in seguito al matrimonio con Maria di Sicilia riconquistò militarmente l'isola, i Chiaramonte si ritrovarono insieme ai soli Alagona a fronteggiare l'esercito catalano di Bernat (o Bernardo) Cabrera.
Andrea, sconfitto e tradito, fu catturato e condannato alla pena capitale. Fu giustiziato per decapitazione il 1º giugno 1392 a Palermo proprio davanti al palazzo Steri. Con lui la famiglia Chiaramonte si estinse: i beni furono confiscati e divisi fra Guglielmo Raimondo Moncada e i Sidoti e Landolina.